# 九龍區專線小巴15線
九龍區專線小巴15線是一條來往機電工程署總部大樓和九龍灣站的專線小巴路線，以循環線運作，由海龍專線小巴有限公司營運，收費$4.2。

## 簡介及歷史
- 1979年6月起投入服務，來往九龍城碼頭及南角道。[1][2]
- 1980年10月5日：改為來往九龍城碼頭與貨運道，同時取代第一代16線。[3]
- 1981年12月7日：改為循環來往機場乘客站（即啟德機場抵港層）及貨運道，並增設特別班次來往九龍城碼頭與貨運道，於上下午繁忙時間行走。[4]
- 2003年底：因啟德機場客運大樓拆卸而縮短至貨運道（現時機電工程署總部大樓）。
- 2010年5月27日：受啟德發展計劃展開影響，貨運道封閉，總站遷往啟成街。[5]
- 2014年9月7日：調整票價。[6]

## 行車路線
| 由機電工程署總部大樓開出 | 由機電工程署總部大樓開出 | 由機電工程署總部大樓開出 |
| 序號                     | 車站名稱                 | 街道                     |
| ------------------------ | ------------------------ | ------------------------ |
| 1                        | 機電工程署總部大樓       | 啟成街                   |
| 2                        | 宏天廣場                 | 啟華街                   |
| 3                        | 臨華街遊樂場             | 宏光道                   |
| 4                        | 企業廣場                 | 常悅道                   |
| 5                        | MegaBox                  | 宏照道                   |
| 6                        | 九龍灣站                 | 偉業街                   |
| 7                        | 宏天廣場                 | 啟信道                   |
| 8                        | 機電工程署總部大樓       | 啟成街                   |

## 服務時間
- 平日由機電工程署總部大樓開出：13:00-14:00（30分鐘一班）

## 更多
- 九龍區專線小巴13線

## 外部連結
1. ↑  〈九龍區增設五條小巴專綫〉，《香港政府新聞公報》，1979年6月28日。
2. ↑  《九龍增設五條小巴線》，大公報，1979年6月29日。
3. ↑  〈九龍一專線小巴明起改行車路線〉，《大公報》，1980年10月4日。
4. ↑  〈機場專線小巴明起改行新線〉，《大公報》，1981年12月6日。
5. ↑  香港特別行政區政府運輸署，〈九龍專綫小巴第15號綫(啟成街至九龍灣站(偉業街))更改行車路綫 （页面存档备份，存于）〉［交通通告］，2010年5月27日。
6. ↑  .   [2014-09-07]. （原始内容存档于2016-03-04）.

- 小巴薈：九龍區專線小巴15線 （页面存档备份，存于）